# Държавно устройство на Република Южна Африка
Република Южна Африка е федерална парламентарна република, министър-председателят на Южна Африка се избра от парламента и е начело на правителството.

## Президент
Съгласно Конституцията, президентът е държавен глава и ръководител на правителството.

## Законодателна власт
Парламентът на Южна Африка е съставен на Народното събрание (400 места, членовете се избират от за срок от 5 години) и Националния съвет на провинциите (90 места, 10 избрани членове за всяка една от 9 провинции за 5 години). Половината от членовете на Народното събрание се избират от националните листи на партии, а другата половина е на партията списъци на провинциите.